# Cologne Dodgers
Die Cologne Dodgers sind ein ehemaliger Baseball- und Softballverein aus Köln. Sie spielten ihre Heimspiele zuletzt in der Baseball-Anlage am Reitstadion in Köln-Müngersdorf.
1983 splitteten sich die Cologne Cardinals von den Cologne Dodgers ab. Nach langen Streitigkeiten mit dem Baseballverband wurden die Kölner Mannschaften der Dodgers 2004 vom Spielbetrieb ausgeschlossen. Ende 2004 beantragten die Cologne Dodgers Insolvenz und wurden anschließend aufgelöst.

## Erfolge
- 1998 Deutscher Meister im Endspiel gegen Paderborn Untouchables[2]
- 2001 Deutscher Pokalsieger im Endspiel gegen Regensburg Legionäre[3]
- 2003 Gewinner des CEB Cup[4][5]